# Resolutie 2369 Veiligheidsraad Verenigde Naties
Resolutie 2369 van de Veiligheidsraad van de Verenigde Naties werd unaniem door de VN-Veiligheidsraad aangenomen op 27 juli 2017. De resolutie verlengde het mandaat van de vredesmacht in Cyprus met een half jaar.

## Achtergrond
Nadat in 1964 geweld was uitgebroken tussen de Griekse en Turkse bevolkingsgroepen op Cyprus, stationeerden de VN de UNFICYP-vredesmacht op het eiland. Die macht wordt sindsdien om het half jaar verlengd. In 1974 bezette Turkije het noorden van Cyprus na een Griekse poging tot staatsgreep. Zo'n 1500 Grieks-Cyprioten en 500 Turks-Cyprioten uit het bezette gebied raakten toen vermist. Hun lichamen werden later teruggevonden in massagraven.
In 1983 werd dat noordelijke deel met Turkse steun van Cyprus afgescheurd. Midden 1990 begon het toetredingsproces van (Grieks-)Cyprus tot de Europese Unie, maar de EU erkent de Turkse Republiek Noord-Cyprus niet. In 2008 werd overeengekomen om een federale overheid met één internationale identiteit op te richten, naast twee gelijkwaardige deelstaten.

## Inhoud
Er was opnieuw vooruitgang geboekt in de onderhandelingen tussen de Grieks-Cypriotische en Turks-Cypriotische leiders. In juni 2017 was onder leiding van de Verenigde Naties de Cyprus-conventie gehouden met de twee partijen en de drie garantors, Griekenland, Turkije en het Verenigd Koninkrijk. Er was echter geen akkoord uit de bus gekomen.
Beide leiders werden gevraagd voort te onderhandelen over de kernkwesties en de uitvoering van maatregelen om het vertrouwen tussen de twee partijen te verbeteren. Het mandaat van de VN-vredesmacht UNFICYP werd opnieuw verlengd, tot 31 januari 2018. Aan secretaris-generaal António Guterres werd gevraagd een strategische evaluatie van de vredesmacht te maken om ze op basis daarvan te optimaliseren.
Lijst ·  2337 ·  2338 ·  2339 ·  2340 ·  2341 ·  2342 ·  2343 ·  2344 ·  2345 ·  2346 ·  2347 ·  2348 ·  2349 ·  2350 ·  2351 ·  2352 ·  2353 ·  2354 ·  2355 ·  2356 ·  2357 ·  2358 ·  2359 ·  2360 ·  2361 ·  2362 ·  2363 ·  2364 ·  2365 ·  2366 ·  2367 ·  2368 ·  2369 ·  2370 ·  2371 ·  2372 ·  2373 ·  2374 ·  2375 ·  2376 ·  2377 ·  2378 ·  2379 ·  2380 ·  2381 ·  2382 ·  2383 ·  2384 ·  2385 ·  2386 ·  2387 ·  2388 ·  2389 ·  2390 ·  2391 ·  2392 ·  2393 ·  2394 ·  2395 ·  2396 ·  2397